# Kategoria e Parë 1947
La Kategoria e Parë 1947 fu la decima edizione della massima serie del campionato albanese di calcio disputato tra il 16 marzo e il 1º ottobre 1947 e concluso con la vittoria del KF Partizani Tirana, al suo primo titolo.

## Formula
Il torneo tornò a disputarsi con la formula del girone unico. Il numero delle squadre partecipanti scese a 9 e disputarono un turno di andata e ritorno per un totale di 16 partite.
In previsione di un aumento del numero di club non furono previste retrocessioni.
Il KS Skënderbeu Korçë cambiò nome in Dinamo Korçë mentre il 17 Nandori Tiranë diventò 17 Nëntori Tirana.

## Squadre
| Squadra               | Città        | Stadio | Stagione 1946      |
| --------------------- | ------------ | ------ | ------------------ |
| KS Vllaznia Shkodër   | Scutari      |        | Campione d'Albania |
| Dinamo Korçë          | Coriza       |        | 4º Gruppo A        |
| Ylli i Kuq Durrës     | Durazzo      |        | 5º Gruppo A        |
| 17 Nëntori Tirana     | Tirana       |        | 2º Gruppo A        |
| Bashkimi Elbasanas    | Elbasan      |        | 2º Gruppo B        |
| KS Flamurtari Vlorë   | Valona       |        | Finalista          |
| KF Partizani Tirana   | Tirana       |        | Kategoria e Dytë   |
| Shqiponja Gjirokastër | Argirocastro |        | 4º Gruppo B        |
| KS Tomori Berat       | Berat        |        | 6º Gruppo B        |

## Classifica
|                    | Pos. | Squadra               | Pt | G  | V  | N | P  | GF | GS | DR  |
| ------------------ | ---- | --------------------- | -- | -- | -- | - | -- | -- | -- | --- |
| Albania (bandiera) | 1.   | KF Partizani Tirana   | 29 | 16 | 14 | 1 | 1  | 56 | 15 | +41 |
|                    | 2.   | KS Vllaznia Shkodër   | 28 | 16 | 13 | 2 | 1  | 63 | 9  | +54 |
|                    | 3.   | Dinamo Korçë          | 24 | 16 | 9  | 6 | 1  | 48 | 16 | +32 |
|                    | 4.   | 17 Nëntori Tirana     | 16 | 16 | 6  | 4 | 6  | 27 | 50 | -23 |
|                    | 5.   | Ylli i Kuq Durrës     | 13 | 16 | 5  | 3 | 8  | 29 | 26 | +3  |
|                    | 6.   | KS Tomori Berat       | 10 | 16 | 4  | 2 | 10 | 27 | 48 | -21 |
|                    | 7.   | KS Flamurtari Vlorë   | 9  | 16 | 3  | 3 | 10 | 20 | 42 | -22 |
|                    | 8.   | Bashkimi Elbasanas    | 8  | 16 | 2  | 4 | 10 | 16 | 37 | -21 |
|                    | 9.   | Shqiponja Gjirokastër | 7  | 16 | 3  | 1 | 12 | 12 | 55 | -43 |

Legenda:

      Campione d'Albania
Note:

Due punti a vittoria, uno a pareggio, zero a sconfitta.

## Verdetti
- Campione: KF Partizani Tirana